# Sinentomon
Sinentomon (лат.) — род бессяжковых насекомых (Protura), единственный в составе семейства Sinentomidae. Восточная Азия: Китай, Северная Корея, Япония.

## Описание
Мелкие бессяжковые с красно-коричневым телом. Ложные глаза крупные с 7-13 поперечными штрихами. Передние конечности с дополнительной сенсиллой c" на внутренней стороне. Вторые и третьи пары брюшных придатков (II—III) одночлениковые, каждая с двумя щетинками: длинной дистальной и короткой проксимальной. Покровы сильно склеротизированы, красновато-коричневые, покрыты множеством чешуевидных участков с зазубренными задними краями. Губные щупики с двумя щетинками и апикальным пучком. Канал верхнечелюстных желез нечеткий. Псевдокулы с поперечной исчерченностью. Передние лапки с девятью длинными и тонкими спинными щетинками (α1-9), тремя дорсальными нитевидными сенсиллами (t1, t2 и t3), девятью вентральными щетинками (β1-9), пятью внешними щетинками (γ1-5), семью внешними сенсиллами (a- ж), шесть внутренних щетинок (δ1-6) и четыре внутренние сенсиллы (a ', b', c ', c "). Средне- и заднеспинка с тремя парами A-щетинок (A1, A2, A4) каждая. Брюшко с гребенчатыми структурами. Срединные щетинки отсутствуют на мезо- и метанотуме. Первая пара брюшных придатков всегда двухчлениковая, с терминальным пузырьком и четырьмя щетинками. Гентиталии самки (squama genitalis) с длинными акростилиями. Трахейная система у Sinentomidae развита.

## Классификация
3 вида.
- Sinentomidae Yin, 1965
  - Sinentomon Yin, 1965
    - Sinentomon chui Tuxen & Paik, 1982 — Корея
    - Sinentomon erythranum Yin, 1965 — Китай, Северная Корея, Япония[2][3]
    - Sinentomon yoroi Imadaté, 1977 — Япония[4]